# 冰之魔物語
《冰之魔物語》（日语：氷の魔物の物語）是日本漫畫家杉浦志保創作的漫畫作品。於1995年至2003年於冬水社旗下雜誌進行連載，單行本全24卷，另有一冊外傳。中文版最初由大然文化出版，後由尚禾出版社代理，雲陽曉譯，簡稱為「冰之魔」或「冰魔」。日本於2005年發行文庫版，全14卷。

## 故事概要
在某一個村子裡流傳著：很久很久以前，西方的洞穴中封著一個沒血沒淚的魔物，只要有人踏進了那個洞穴，就再也無法活著走出來…
有一天，一名名為伊修卡的紅髮青年進入傳說中的洞穴後，遇到了傳說中的魔物，名為布拉德，但伊修卡並沒有被吃掉，反而還安然度過第一個晚上
隔天伊修卡表明自己其實是來等死，才會跑來洞穴任魔物處置，但魔物不但沒殺他，並且救了他，自己也從冰的束縛脫離了，進而與伊修卡踏上旅程，展開另一個新的故事

## 登場人物
（）內為廣播劇聲優。
布拉德（聲：成田劍）
原本統領北方魔物，因不斷地沐浴在血中，有「復仇之血」之稱。有一頭美麗的金髮與純正魔物的血統，生性殘忍冷血無情。被寺院封印在南方的山洞中，巧遇尋死的伊修卡，在他臨死的時候落淚而從封印解脫。從伊修卡身上感受到感情之後，向他立誓從此不再殺害任何一個人類

伊修卡（聲：緒方惠美）
紅髮的眼鏡少年，個性溫和。因為患了不治之症而到傳說有妖怪的山洞裡尋死，遇見了布拉德，並為其淚水化成的「淚之寶石」所救，沒有脈搏與心跳。被布拉德所救之後就一直留在他身邊，兩人持續躲避寺院和其他魔物的追捕。因為淚之寶石是可以實現所有願望的寶物，所以沒有學過任何法術的伊修卡只要想要便可以從心所欲拆卸各種封印或咒語

威魯特（聲：小西克幸）
統領著東方魔物，有「東之塔的黑暗使者」之稱。原本是人類，和妖魔定下契約之後長相逐漸變化，與一名叫做拉普耶魯的金髮少年同居。因為和寺院簽訂保密協定，所以得以逃過被封印在多英崖的命運，其位置以一把劍代替，後來寶劍的力量被布拉德所吸收
事後雖然被布拉德發現他就是出賣所有魔物的幕後黑手，但兩人間的衝突被伊修卡與拉普耶魯化解，兩人的友誼更加堅定

拉普耶魯（聲：甲斐田雪）
因父母偷取了黑暗使者，即威魯特所種植的萵苣，所以在未出生前就已註定要成為黑暗使者的所有物，以代替被偷走的萵苣，並以萵苣(Rapunzel)命名的孩子。8歲時被威魯特搶行從他父母身邊奪走，並養育成人
儘管知道自己是被搶奪而來，卻也了解威魯特長久以來的孤獨與願望，便一直待在他的身邊，支持著他
髮色原為金髮，但被威魯特施行長生不老的法術後，也變成有著魔物特徵的黑髮

賽魯基．西亞斯
寺院的年輕僧侶，拉古伍魯大僧正所收養的孫兒，年紀很輕額前就有能力認證的印可。因為遇到布拉德而對於魔物產生動搖，最後因為袒護布拉德而被寺院烙上逆印，逃出之後與北方魔物群一同活動

黑區
原為統領西方最強魔物，布拉德的原體，雖有著人的模樣的黑髮純血統魔物，但身上有六隻手臂，故人稱「黑蜘蛛」，另有「西之黑區」或「黑皇」的稱號。在60年前寺院的「魔物狩獵」後肉體被封印後，其精神體一直潛藏在寺院的四大僧正之一-葉伊基的身體裡。直到發現伊修卡有著不可思議的能力後開始計畫奪取其身體作為下一個安身容器

萊伊．拉古伍魯．西亞斯
四大僧正之一，賽魯基的爺爺，原為富豪人家出身，為後母所驅逐而淪為盜賊，後因身手不凡而被擄回寺院，成為僧侶(詳見《冰之魔物語外傳》)。雖是地位十分高的僧侶但沒有架子，非常明事理，受黑區毒傷時也毫不害怕，當機立斷決定尋求布拉德等人的庇護，並與魔物合作對抗魔物

席史
統領南方魔物，有著自由自在操縱水的能力，因此有「南之水主」的稱呼。60年前因寺院的「魔物狩獵」被封著而四肢無法行動，本身能量來源是靠著體內的「寶石」來維持生命，並非吃人。周圍並有他的使者們看守並保護著他

奈伊
北方魔物群中地位僅次於布拉德的魔物，自從布拉德失蹤之後一直痴痴等待他回來，最後因為過度思念而用布拉德的頭髮做了一個冒牌貨，但冒牌貨後來仍被布拉德所消滅

### 其它角色

#### 魔物
奇斯
北方魔物之一，地位僅次於奈伊，雖然如此，但在行事風格上相當明理
撒巴
亦為北方魔物，屬年輕的魔物，非常尊敬奈伊，經過多英崖的事件後，與伊修卡的關係相當好

## 用語
- 魔物

就是妖魔、妖怪，多為自然當中的穢物合成的精神體，多半有類似人但是又與常人不同的外貌。魔物與人類最大的差異在於沒有道德感，為了樂趣和利益而殺戮，可說是所有人性陰暗面的集結。
- 淚之寶石

傳說為「人類於臨死之前因為極度恐懼而流下的眼淚」集結成的寶石，但是事實上是「魔物流下的眼淚」集結成的寶石，伊修卡就是靠布拉德的淚之寶石活命。淚之寶石可以讓持有者心想事成。
- 寺院

因為魔物猖獗而興起的組織，並非宗教性質，而是除魔性質的團隊，類似自衛隊。
- 印可

僧侶能力的認證，烙於眉心的「Ψ」型印記，相反地，如果背叛寺院，則會被覆蓋上更大的「逆印」。

## 出版書籍
單行本
- 本傳

| 集數 | 冬水社         | 冬水社             | 尚禾出版社     | 尚禾出版社         |
| 集數 | 發售日期       | ISBN               | 發售日期       | ISBN               |
| ---- | -------------- | ------------------ | -------------- | ------------------ |
| 1    | 1996年10月24日 | ISBN 4-88741-054-9 | 1997年5月1日   | ISBN 957-25-2900-5 |
| 2    | 1996年10月24日 | ISBN 4-88741-060-3 | 1997年7月29日  | ISBN 957-25-3144-1 |
| 3    | 1997年3月1日   | ISBN 4-88741-091-3 | 1997年9月1日   | ISBN 957-25-3145-X |
| 4    | 1997年7月1日   | ISBN 4-88741-121-9 | 1998年8月5日   | ISBN 957-25-3773-3 |
| 5    | 1997年9月1日   | ISBN 4-88741-138-3 | 1998年11月1日  | ISBN 957-25-4098-X |
| 6    | 1997年12月1日  | ISBN 4-88741-163-4 | 1999年7月17日  | ISBN 957-25-4602-3 |
| 7    | 1998年3月1日   | ISBN 4-88741-185-5 | 1999年11月11日 | ISBN 957-25-4841-7 |
| 8    | 1998年8月1日   | ISBN 4-88741-223-1 | 2000年3月4日   | ISBN 957-25-4842-4 |
| 9    | 1999年1月24日  | ISBN 4-88741-253-3 | 2000年5月18日  | ISBN 957-25-5277-3 |
| 10   | 1999年5月24日  | ISBN 4-88741-283-5 | 2000年9月1日   | ISBN 957-25-5278-0 |
| 11   | 1999年10月10日 | ISBN 4-88741-325-4 | 2000年11月16日 | ISBN 957-25-5790-7 |
| 12   | 1999年12月10日 | ISBN 4-88741-342-4 | 2001年2月8日   | ISBN 957-25-5791-2 |
| 13   | 2000年4月10日  | ISBN 4-88741-369-6 | 2001年5月8日   | ISBN 957-25-6137-5 |
| 14   | 2000年7月24日  | ISBN 4-88741-393-9 | 2001年7月5日   | ISBN 957-25-6138-3 |
| 15   | 2000年11月10日 | ISBN 4-88741-414-5 | 2001年9月5日   | ISBN 957-25-6394-7 |
| 16   | 2001年3月10日  | ISBN 4-88741-435-8 | 2001年12月4日  | ISBN 957-25-6723-3 |
| 17   | 2001年6月10日  | ISBN 4-88741-450-1 | 2002年3月6日   | ISBN 957-25-6724-1 |
| 18   | 2001年9月10日  | ISBN 4-88741-466-8 | 2002年6月22日  | ISBN 957-25-7302-0 |
| 19   | 2001年12月10日 | ISBN 4-88741-479-X | 2002年9月25日  | ISBN 957-25-7303-9 |
| 20   | 2002年3月24日  | ISBN 4-88741-495-1 | 2002年11月28日 | ISBN 957-25-7810-3 |
| 21   | 2002年6月20日  | ISBN 4-88741-509-5 | 2003年1月23日  | ISBN 957-25-7811-1 |
| 22   | 2002年9月20日  | ISBN 4-88741-522-2 | 2003年3月26日  | ISBN 957-25-8144-9 |
| 23   | 2003年3月20日  | ISBN 4-88741-545-1 | 2003年5月12日  | ISBN 957-25-8145-7 |
| 24   | 2002年6月20日  | ISBN 4-88741-558-3 | 2003年7月31日  | ISBN 957-25-8383-2 |

- 外傳

| 集數 | 冬水社        | 冬水社             | 尚禾出版社     | 尚禾出版社         |
| 集數 | 發售日期      | ISBN               | 發售日期       | ISBN               |
| ---- | ------------- | ------------------ | -------------- | ------------------ |
| 全   | 2003年9月20日 | ISBN 4-88741-568-0 | 2003年12月26日 | ISBN 957-25-8463-4 |

文庫版
| 集數 | 冬水社         | 冬水社             |
| 集數 | 發售日期       | ISBN               |
| ---- | -------------- | ------------------ |
| 1    | 2005年7月20日  | ISBN 4-88-741662-8 |
| 2    | 2005年7月20日  | ISBN 4-88-741663-6 |
| 3    | 2005年8月20日  | ISBN 4-88-741667-9 |
| 4    | 2005年8月20日  | ISBN 4-88-741668-7 |
| 5    | 2005年9月20日  | ISBN 4-88-741675-X |
| 6    | 2005年9月20日  | ISBN 4-88-741163-4 |
| 7    | 2005年10月20日 | ISBN 4-88-741681-4 |
| 8    | 2005年10月20日 | ISBN 4-88-741682-2 |
| 9    | 2005年11月20日 | ISBN 4-88-741687-3 |
| 10   | 2005年11月20日 | ISBN 4-88-741688-1 |
| 11   | 2005年12月20日 | ISBN 4-88-741693-8 |
| 12   | 2005年12月20日 | ISBN 4-88-741694-6 |
| 13   | 2006年1月20日  | ISBN 4-88-741700-4 |
| 14   | 2006年1月20日  | ISBN 4-88-741701-2 |

## 外部連結
- 冬水社公式網站：（页面存档备份，存于）